# Vector equipolente

Símbolo para representar la equipolencia

En geometría euclídea, la equipolencia es una relación binaria entre segmentos rectilíneos dirigidos. Un segmento AB desde el punto A al punto B tiene sentido opuesto al segmento BA. Dos segmentos paralelos son equipolentes cuando tienen la misma longitud y sentido. Expresado de otra manera, en general, para que dos o más vectores sean equipolentes basta que tengan el mismo módulo, dirección y sentido.

## Propiedad del paralelogramo

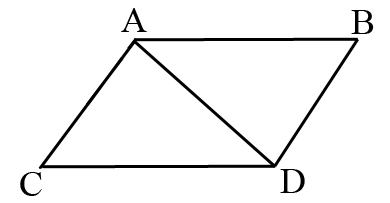
Si los segmentos AB y CD son equipolentes, entonces AC y BD también lo son

Una propiedad del espacio euclídeo es la del paralelogramo de vectores: "Si dos segmentos son equipolentes, entonces forman dos lados de un paralelogramo":

Si un vector dado enlaza a y b, y también c y d, entonces el vector que conecta a y c es el mismo que el que enlaza b y d.
Bertrand Russell
(The Principles of Mathematics, página 432)

## Historia
El concepto de segmentos de línea equipolentes fue propuesto por Giusto Bellavitis en 1835. Posteriormente, se adoptó el término "vector" para una clase de segmentos de línea equipolentes. El uso que hace Bellavitis de la idea de relación para comparar objetos diferentes pero similares se ha convertido en una técnica matemática común, particularmente en el uso de relaciones de equivalencia. Bellavitis utilizó una notación especial para la equipolencia de los segmentos AB y CD:
{\displaystyle AB\bumpeq CD.}
Los siguientes pasajes, traducidos por Michael J. Crowe, muestran la anticipación que Bellavitis tenía del concepto de vector:
Las equipolencias continúan siendo válidas cuando se sustituyen las rectas que las contienen por otras rectas que son respectivamente equipolentes respecto a ellas, sin importar cómo estén situadas en el espacio. De esto se puede entender cómo se puede "sumar" cualquier número y cualquier tipo de rectas, y que en cualquier orden en que se tomen estas rectas, se obtendrá la misma suma equipolente...
En las equipolencias, al igual que en las ecuaciones, una recta se puede trasladar de un lado a otro, siempre que se cambie el signo...
Por lo tanto, los segmentos con sentidos opuestos son negativos entre sí: {\displaystyle AB+BA\bumpeq 0.}
La equipolencia {\displaystyle AB\bumpeq n.CD,} donde n representa un número positivo, indica que AB es paralelo y tiene la misma dirección que CD, y que sus longitudes tienen la relación expresada por AB = n.CD.
El segmento de A a B es un vector ligado, mientras que la clase de segmentos equipolentes es un vector libre, en el lenguaje de los vectores euclídeos.

## Extensión
La equipolencia geométrica también se utiliza en la esfera:
Para apreciar el método de Hamilton, debe recordarse primero el caso mucho más simple del grupo abeliano de traslaciones en el espacio tridimensional euclídeo. Cada traslación es representable como un vector en el espacio, siendo solo significativas la dirección y la magnitud, y siendo la ubicación irrelevante. La composición de dos traslaciones viene dada por la regla del paralelogramo de cabeza a cola de la suma de vectores; y tomar el orden inverso equivale a invertir el sentido. En la teoría de los giros de Hamilton, se tiene una generalización de tal imagen del grupo de traslación abeliano al grupo unitario especial no abeliano. En lugar de vectores en el espacio, se manejan arcos de circunferencia máxima dirigidos, de longitud < π en una esfera unitaria S2 en un espacio tridimensional euclídeo. Dos de estos arcos se consideran equivalentes si deslizando uno en su circunferencia máxima se puede hacer coincidir con el otro.
En una circunferencia máxima de una esfera, dos arcos dirigidos son equipolentes cuando coinciden en sentido y longitud de arco. Una clase de equivalencia de tales arcos está asociada con un cuaternión versor
{\displaystyle \exp(ar)=\cos a+r\sin a,} donde a es la longitud del arco y r determina el plano del círculo máximo por perpendicularidad.

## Condiciones de equipolencia

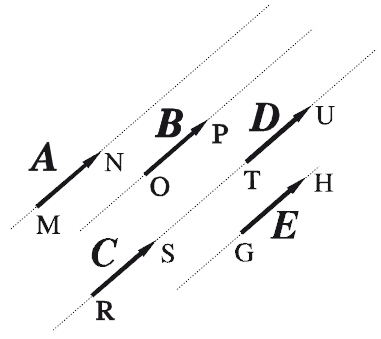
Condiciones de equipolencia

Existe equipolencia entre dos o más vectores cuando las magnitudes físicas que representan tienen el mismo valor y producen los mismos efectos.
Las condiciones de equipolencia, más o menos restrictivas, permiten clasificar las magnitudes vectoriales en tres clases o categorías.

### Vectores libres
En esta categoría o clase, dos o más vectores son equipolentes si tienen el mismo módulo, la misma dirección y el mismo sentido, aunque sus rectas de acción (directrices) sean diferentes. De este modo, en la figura que se adjunta son equipolentes los vectores

{\displaystyle \mathbf {A} =\mathbf {B} =\mathbf {C} =\mathbf {D} =\mathbf {E} }

Dado un vector de esta clase, podemos obtener otro equipolente desplazándolo paralelamente, esto es, manteniendo constante su módulo, dirección y sentido, aunque no necesariamente su recta de acción.
Ejemplos de vectores libres: la velocidad y la aceleración de una partícula, el momento de un par,...

### Vectores deslizantes
Las condiciones de equipolencia imponen que los vectores tengan el mismo módulo y que actúen en un mismo sentido sobre una misma recta de acción (recta directriz), siendo indiferente el punto de la recta en que estén aplicados. Reciben esta denominación porque los vectores pueden deslizar a lo largo de su recta de acción sin cambiar los efectos asociados a la magnitud física que representan. Así, en la figura adjunta, tan sólo son deslizantes los vectores

{\displaystyle \mathbf {C} =\mathbf {D} }

Ejemplos vectores deslizantes: las fuerzas que actúan sobre un sólido rígido, la velocidad angular del sólido rígido,...

### Vectores ligados
Las condiciones de equipolencia son aún más restrictivas ya que imponen que los vectores tengan el mismo módulo, que actúen en un mismo sentido sobre una misma recta de acción (recta directriz) y estén aplicados en un mismo punto. Obviamente, los vectores no pueden desplazarse paralelamente ni deslizar, por lo que está ligados a un punto. En la figura, cada uno de los vectores tan sólo es equipolente consigo mismo.
Ejemplos de vectores ligados: intensidad del campo gravitatorio ({\displaystyle \mathbf {g} \,}), intensidad del campo eléctrico ({\displaystyle \mathbf {E} \,}), o, en general, de cualquier otro campo vectorial.

## Abstracción
Las propiedades de las clases de equivalencia de segmentos equipolentes se pueden resumir para definir el espacio afín:
Si A es un conjunto de puntos y V es un espacio vectorial, entonces (A, V) es un espacio afín siempre que para dos puntos cualesquiera a ,b en A existe un vector {\displaystyle {\overrightarrow {ab}}} en V, y para cualquier a en A y v en V existe un b en A tal que {\displaystyle {\overrightarrow {ab}}=v,} y para tres puntos cualesquiera en A existe la ecuación vectorial
{\displaystyle {\overrightarrow {ab}}+{\overrightarrow {bc}}={\overrightarrow {ac}}.}
Evidentemente este desarrollo depende de la introducción previa a espacios vectoriales abstractos, en contraste con la introducción de vectores mediante clases de equivalencia de segmentos dirigidos.